# Bloomfield (microprocesseur)
Pour les articles homonymes, voir Bloomfield.
Yorkfield Sandy Bridge
Le microprocesseur Bloomfield d'Intel est un microprocesseur pour ordinateur de bureau haut de gamme (HEDT) et serveur appartenant à la famille Nehalem. Sa commercialisation a débuté au quatrième trimestre de 2008.
On trouve des processeurs Bloomfield dans les gammes Xeon-3500, Core i7-9x0 et Core i7-Extreme Edition.

## Description
Il est gravé en 45 nm et possède quatre cœurs. Il se connecte sur un socket LGA 1366, possède 8 Mio de cache L3, un contrôleur mémoire capable de gérer la mémoire DDR3 sur trois canaux et un contrôleur PCI Express.
Son enveloppe thermique maximale est de 130 W. Il est équipé de la virtualisation (VT-x), de l'Hyper-threading (sauf pour le modèle Xeon W3505) et du Turbo Boost.

## Les révisions

### Révision D0
La première révision des Core i7 a été introduite à la suite de la commercialisation du Core i7 975. Bien que Intel n'a pas communiqué sur les évolutions de ce stepping, on peut noter une légère amélioration des performances par rapport aux révisions C0. La consommation en charge diminue légèrement et permet une meilleure stabilité du processeur pour l'overclocking, ainsi le 975 XE peut aisément atteindre les 4 GHz contrairement au 965 XE qui reste en dessous.

#### Les gammes possédant des microprocesseurs Bloomfield
- Intel Core i7 (section Bloomfield)
- Xeon
  - Xeon#Architecture Nehalem
  - Liste des microprocesseurs Intel Xeon#Bloomfield (3500))